# جاي (فلوريدا)
جاي (بالإنجليزية: Jay)‏ هي مدينة أمريكية تقع في ولاية فلوريدا. تبلغ مساحة هذه المدينة 4.1 (كم²)،ويبلغ عدد سكانها 579 نسمة حسب إحصاء سنة 2010 م 579.تشير إحصاءات سنة 2000م بأن الكثافة السكانية في هذه المدينة تقدر بـ(141.2) نسمة/كم2 

## المناخ
يظهر الجدول التالي التغييرات المناخية على مدار السنة لجاي:
| البيانات المناخية لـجاي           | البيانات المناخية لـجاي | البيانات المناخية لـجاي | البيانات المناخية لـجاي | البيانات المناخية لـجاي | البيانات المناخية لـجاي | البيانات المناخية لـجاي | البيانات المناخية لـجاي | البيانات المناخية لـجاي | البيانات المناخية لـجاي | البيانات المناخية لـجاي | البيانات المناخية لـجاي | البيانات المناخية لـجاي | البيانات المناخية لـجاي |
| الشهر                             | يناير                   | فبراير                  | مارس                    | أبريل                   | مايو                    | يونيو                   | يوليو                   | أغسطس                   | سبتمبر                  | أكتوبر                  | نوفمبر                  | ديسمبر                  | المعدل السنوي           |
| --------------------------------- | ----------------------- | ----------------------- | ----------------------- | ----------------------- | ----------------------- | ----------------------- | ----------------------- | ----------------------- | ----------------------- | ----------------------- | ----------------------- | ----------------------- | ----------------------- |
| متوسط درجة الحرارة الكبرى °م (°ف) | 17 (62)                 | 18 (65)                 | 22 (72)                 | 26 (78)                 | 30 (86)                 | 32 (90)                 | 33 (91)                 | 33 (91)                 | 31 (88)                 | 27 (80)                 | 22 (71)                 | 18 (64)                 | 26 (78)                 |
| متوسط درجة الحرارة الصغرى °م (°ف) | 4 (39)                  | 6 (42)                  | 9 (48)                  | 12 (54)                 | 17 (62)                 | 20 (68)                 | 21 (70)                 | 21 (70)                 | 19 (66)                 | 13 (55)                 | 8 (46)                  | 5 (41)                  | 13 (55)                 |
| الهطول مم (إنش)                   | 130 (5.3)               | 76 (3)                  | 160 (6.2)               | 120 (4.8)               | 110 (4.2)               | 190 (7.3)               | 200 (7.8)               | 170 (6.5)               | 150 (6)                 | 97 (3.8)                | 120 (4.6)               | 120 (4.9)               | 1٬690 (66.5)            |
| متوسط أيام هطول الأمطار           | 11                      | 9                       | 10                      | 7                       | 8                       | 11                      | 15                      | 13                      | 10                      | 6                       | 8                       | 9                       | 117                     |
| المصدر: Weatherbase               |                         |                         |                         |                         |                         |                         |                         |                         |                         |                         |                         |                         |                         |